# 쓰키노촌
쓰키노촌(月野村)은 일본 가고시마현 소오군에 설치되었던 촌이다. 현재의 소오시의 일부에 해당한다.